# Pteris tripartita
Pteris tripartita är en kantbräkenväxtart som beskrevs av Olof Peter Swartz. Pteris tripartita ingår i släktet Pteris och familjen Pteridaceae.

## Underarter
Arten delas in i följande underarter:
- P. t. marquesensis
- P. t. raivavensis